# Crenocticola svadba
Crenocticola svadba — викопний вид тарганів сучасної родини Nocticolidae, що існував у пізній крейді (99 млн років тому). Описаний у 2020 році. Тіло комахи виявлено у бірманському бурштині. Зразок зберігається у Національному музеї Словаччини. Вид жив в печерах, ймовірно, харчуючись послідом хребетних.